# Mladenići
Mladenići – wieś w Chorwacji, w żupanii primorsko-gorskiej, w gminie Viškovo. W 2011 roku liczyła 1254 mieszkańców.